# After Hours (album de Gary Moore)
Pour les articles homonymes, voir After Hours.
Albums de Gary Moore
Still Got the Blues
(1990) Blues Alive
(1993)
After Hours est un album du guitariste irlandais Gary Moore, publie le 10 mars 1992.

## Histoire
Enregistré avec BB King (Since I Met You Baby) et Albert Collins (The Blues Is Alright), il comprend également les singles Cold Day In Hell et Separate Ways.
Accompagné des Memphis Horns et de son groupe habituel (dont le clavier Tommy Eyre), l'album, tout comme Still Got the Blues, mélange compositions originales et reprises, dont le Key To Love de John Mayall ou Jumpin' At Shadows de Duster Bennet.
Cet album eut de bonnes critiques, mais reçut un accueil public moindre que son précédent album.
C'est au cours de la tournée qui suivit que Gary Moore enregistra, en particulier au Zénith de Paris et au Royal Albert Hall de Londres, les morceaux qui composeront l'album Blues Alive, paru l'année suivante[réf. nécessaire].

## Liste des pistes
| No  | Titre                                      | Auteur                      | Durée |
| --- | ------------------------------------------ | --------------------------- | ----- |
| 1.  | Cold Day in Hell                           | Gary Moore                  | 4:27  |
| 2.  | Don’t You Lie to Me (I Get Evil)           | Tampa Red, Hudson Whittaker | 2:30  |
| 3.  | Story of the Blues                         | Moore                       | 6:41  |
| 4.  | Since I Met You Baby (Featuring B.B. King) | Moore                       | 2:52  |
| 5.  | Separate Ways                              | Moore                       | 4:54  |
| 6.  | Only Fool in Town                          | Moore                       | 3:52  |
| 7.  | Key to Love                                | John Mayall                 | 1:59  |
| 8.  | Jumpin’ at Shadows                         | Duster Bennett              | 4:21  |
| 9.  | The Blues is Alright                       | Milton Campbell             | 5:45  |
| 10. | The Hurt Inside                            | Moore                       | 5:53  |
| 11. | Nothing’s the Same                         | Moore                       | 5:04  |

## Singles
- Separate Ways (octobre 1992)
- Since I Met You Baby (août 1992)
- Story of the Blues (mai 1992)
- Only Fool in Town (seulement aux États-Unis)
- Cold Day in Hell (février 1992)

## Musiciens participants à L'album
- Gary Moore - Chants, guitare
- Will Lee, Bob Daisley, Johnny B. Gaydon – basse
- Graham Walker, Anton Fig – batterie
- Tommy Eyre – piano
- Martin Drover – trompette
- Frank Mead, Nick Pentelow, Nick Payn – saxophone
- Andrew Love (The Memphis Horns) - sax ténor
- Wayne Jackson (The Memphis Horns) - trompette
- Carol Kenyon, Linda Taylor – Chants
- Richard Morgan – oboe
- B.B. King - Since I Met You Baby
- Albert Collins - The Blues is Alright